# The Rancher's Failing
The Rancher's Failing est un film muet américain réalisé par Fred Huntley et sorti en 1913.

## Fiche technique
- Réalisation : Fred Huntley
- Genre : Film dramatique, Western
- Dates de sortie : 
  - États-Unis : 9 septembre 1913

## Distribution
- Hobart Bosworth
- Al W. Filson
- Camille Astor
- Herbert Rawlinson